# 受託研究機構
受託研究機構（Contract research organization，縮寫 CRO），又稱合同研究组织或臨床研究機構（Clinical research organization），是通过合同形式为制药企业、研发机构或大型药厂在药品研发过程中提供专业化服务的机构。

## 起源
此类机构约于25年前起源于美国，随着美国食品药品监督管理局对药品研究开发管理的完善，新药研发过程变得更为复杂、耗时且成本更高，主要体现于以下几个方面：
- 新药临床试验成功率降低，后续开发成本增加，投资风险增大。
- 新药研发时间延长，上市后享有的专利保护期减短，药品利润即随之减少。
- 公共卫生费用紧缩压制新药的市场价格。
- 廉价的普通药物品种增加，市场原有的药物利润减少。

制药行业在管理愈加严格、竞争愈加激烈的环境中，借用具有临床研究经验的合同研究组织，执行临床试验中的某些工作，可提高新药临床试验的成功率，以降低新药研发成本和提高利润。因此此类机构亦是社会分工专业化和风险平均化的产物。

## 现状
一个较为成熟的受托研究机构，应通晓药品临床试验的国际惯例法原则，了解药品管理法规和实施细则，可有效地组建研究团队制定临床试验计划、实施和监控试验、分析试验数据并起草临床试验总结报告。
1998年中国国家食品药品监督管理局成立后，中国药品管理愈加严格和规范，药品市场竞争愈加激烈。中國的受託研究機構產業發展較晚，2010年的市場規模為26億美元，服务主要集中在优化化合物的合成路线、药品登记注册试验、医院进药后的临床试验等方面。有500家企業投入受託研究機構的發展，主要的核心企業有10家。